# فهد سالم الشكرة

فهد سالم الشكرة عندما كان طالبا في الصف الأول في قسم الجيولوجي في جامعة الموصل عام 1967-1968 ....بعدها انتقل إلى جامعة بغداد وأكمل دراسته هناك.
فهد سالم الشكرة في وسط الصورة الوحيد الذي يرتدي نظارات

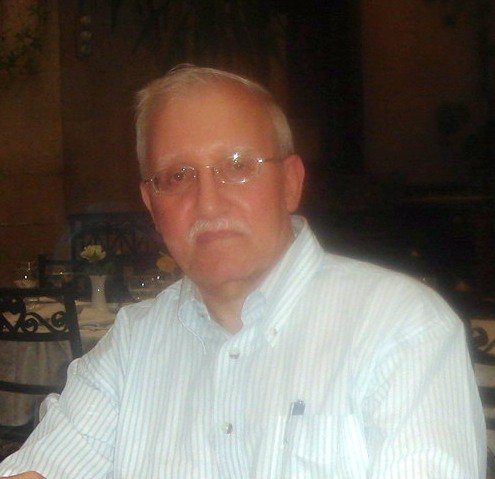
فهد سالم الشكرة

الدكتور فهد سالم حمادي الشكرة، هو أكاديمي وسياسي عراقي، ولد في بغداد عام 1949.

## سيرته العلمية
أكمل الدراسة الابتدائية في مدرسة ابن الجوزي في منطقة باب الشيخ في بغداد، وأكمل الدراسة الثانوية في مدرسة العرفان في الكرادة في بغداد.
حصل على شهادة بكالوريوس في الجيولوجيا من قسم الجيولوجيا في كلية العلوم في جامعة بغداد عام 1975.
عمل في شركة النفط الوطنية العراقية للفترة من 1975 ولغاية 1982.
غادر للولايات المتحدة الأمريكية للحصول على شهادتي الماجستير والدكتوراه في الهندسة والعلوم الجيولوجية من جامعة كولورادو للمناجم. حصل على شهادة الماجستير وعلى وشك إكمال الدكتوراه أبعد عن الولايات المتحدة الأمريكية أثناء الحرب على العراق عام 1991 وعاد إلى العراق على أن يتم الدفاع عن أطروحة الدكتوراه في موضوع «استخدامات تقنيات التحسس النائي للتحري عن المياه الجوفية في المناطق الصحراوية، صحراء نيفادا» وفعلا أنجز مناقشة الأطروحة في كلية العلوم في جامعة بغداد عام 1994.
عمل محاضرا في قسم الجيولوجي بجامعة بغداد منذ العام 1995 ولغاية العام 2003 بالإضافة لوظيفته وزيرا للتربية، ونشر أكثر من 22 بحثا ودراسة حول تطبيقات التحسس النائي في التحريات والاستكشافات الجيولوجية والتخطيط الحضري للمدن. كما اشترك في الاشراف على 6 رسائل ماجستير و3 أطروحات دكتوراه في تطبيقات التحسس النائي وتحليل صور الأقمار الصناعية.
قام بالإعداد واستحصال الموافقات لاستحداث أول جمعية علمية للتحسس النائي في العراق مع زملاء آخرين له في هذا المجال عام 1995، بالرغم من الحصار المفروض على العراق، وأصدرت الجمعية نشرة توثق النشاط العلمي لأعضاء الجمعية تم تسميتها «مرئيات». وفي عام 2002، أصدرت المجلة العلمية لجمعية التحسس النائي العراقي التي كان رئيس التحرير فيها الدكتور فهد سالم الشكرة.
بعد الاحتلال الأمريكي للعراق عمل الدكتور فهد الشكرة كبير مهندسين في الموارد المائية في وزارة البيئة في الإمارات العربية المتحدة إلى أن توفي في مدينة حلب في سوريا إثر مرض عضال في آب 2008.

## القيادة الطلابية
عمل فهد الشكرة كقائد طلابي في ستينيات القرن الماضي من خلال المنظمات الطلابية وعلى رأسها الاتحاد الوطني لطلبة العراق والمكتب الطلابي.
شغل منصب نائب رئيس المكتب التنفيذي الاتحاد الوطني لطلبة العراق من سنة 1972-1979 حتى ابتعاثه على نفقة الحكومة العراقية للحصول على شهادتي الماجستير والدكتوراه في الهندسة والعلوم الجيولوجية من جامعة كولورادو للمناجم في الولايات المتحدة الأمريكية.
كما شغل منصب رئيس المكتب التنفيذي للإتحاد الوطني لطلبة العراق من سنة 1991 لغاية سنة 1994 حيث أصبح بعدها مديراً عاماً في وزارة التربية والتعليم في العراق، ومن ثم رئيس الدائرة التربوية والعلمية في ديوان رئاسة جمهورية العراق عام 1995 لغاية 1997.

## المناصب السياسية
شغل الدكتور فهد سالم الشكرة منصب وزير التربية خلفا للدكتور عبد الجبار توفيق عام 1997 واستمر في منصبه حتى احتلال العراق عام 2003. كما شغل منصب وزير التعليم العالي والبحث العلمي بالوكالة فترة قصيرة.

## مساهماته في قطاع التربية والتعليم
ساهم الدكتور فهد الشكرة في رفع المستوى التعليمي في العراق من خلال الإشراف على تنفيذ مجموعة من المشاريع التربوية والتعليمية التي تضمنت:
1. استخدام نظام برمجي لاختيار اسئلة امتحانات الوزارية للصفوف المنتهية
2. قرارات تبني التعليم الإلكتروني في المدارس العراقية
3. تحديث وإعادة تصميم وطباعة المناهج العراقية بما يواكب الاكتشافات العلمية
4. إصدار عدة تشريعات في مجال التربية والتعليم من شأنها رفع مستوى الدوائر المرتبطة بوزارة التربية والتعليم انذاك [4][5][6][7][8][9]
5. تأسيس المدارس النموذجية

بلغت أعداد التلامذة أو الطلبة المسجلين في المدارس العراقية ضمن فترة تسلمه وزارة التربية 4,649,685 (وفقاً لآخر إحصائية أصدرتها الوزارة للعام الدراسي 2000\2001)
| المرحلة        | عدد المدارس | عدد المعلمين أو المدرسين | عدد التلامذة أو الطلبة المسجلين |
| -------------- | ----------- | ------------------------ | ------------------------------- |
| رياض الأطفال   | 568         | 4337                     | 64920                           |
| الابتدائية     | 8741        | 159776                   | 3392547                         |
| الثانوية       | 3030        | 63344                    | 1069918                         |
| التعليم المهني | 234         | 6694                     | 62433                           |
| المعاهد        | 145         | 1947                     | 59867                           |
| المجموع        | 12718       | 236098                   | 4649685                         |